# Tim and Eric Awesome Show, Great Job!
Tim and Eric Awesome Show, Great Job! è una serie televisiva statunitense del 2007, creata da Tim Heidecker e Eric Wareheim e prodotta da Abso Lutely Productions e Williams Street.
Descritti dai creatori come "la versione da incubo della televisione", la serie è caratterizzata da un umorismo surreale e spesso satirico (a tratti con l'utilizzo di anti-umorismo e commedia cringe), atti musicali in stile televisione ad accesso pubblico, finte pubblicità bizarre modificate col montaggio ed effetti speciali in stile camp composti da Doug Lussenhop.
La serie è stata trasmessa per la prima volta negli Stati Uniti su Adult Swim dall'11 febbraio 2007 al 2 maggio 2010, per un totale di 50 episodi riportati su cinque stagioni.
Il 27 agosto 2017, Adult Swim ha trasmesso uno speciale per il decimo anniversario intitolato Tim and Eric Awesome Show, Great Job! Awesome 10 Year Anniversary Version, Great Job?, presentando nuovi sketch e le parti migliori degli episodi precedenti.

## Genere e struttura
Simile per genere di materiale live action alla precedente serie di Heidecker e Wareheim, Tom Goes to the Mayor, Tim and Eric Awesome Show, Great Job! consiste di sketch, canzoni e spot pubblicitari. Presenta diversi personaggi e segmenti visti in Tom Goes to the Mayor come Gibbons, il "Channel 5 Married News Team" e la Cinco Corporation. Tra i nuovi personaggi e sketch ricorrenti sono presenti "Uncle Muscles Hour", un programma televisivo ad accesso pubblico condotto da "Weird Al" Yankovic e da Dr. Steve Brule, il corrispondente delle notizie di Channel 5 interpretato da John C. Reilly. La serie introduce una grande varietà di camei di celebrità tra attori, comici e musicisti. Lo stile di editing trae ispirazione dalle televendite, dai video di formazione aziendale e dai canali di shopping televisivo, tutti rigirati con la satira.

## Episodi
| Stagione         | Episodi | Prima TV USA | Prima TV Italia |
| ---------------- | ------- | ------------ | --------------- |
| Prima stagione   | 10      | 2007         | inedita         |
| Seconda stagione | 10      | 2007-2008    | inedita         |
| Terza stagione   | 10      | 2008         | inedita         |
| Quarta stagione  | 10      | 2009         | inedita         |
| Quinta stagione  | 10      | 2010         | inedita         |
| Speciali         | 2       | 2010-2017    | inediti         |

## Personaggi e interpreti

### Personaggi principali
- Jan e Wayne Skylar, interpretati da Tim Heidecker e Eric Wareheim.
- Dr. Steve Brule, interpretato da John C. Reilly.
- Richard Dunn, interpretato da Richard Dunn.
- David Liebe Hart, interpretato da David Liebe Hart.
- James Quall, interpretato da James Quall.
- Pierre, interpretato da Ron Austar.
- Tairy Greene, interpretato da Zach Galifianakis.
- Casey Tatum, interpretato da Tim Heidecker.
- Steve Mahanahan, interpretato da Eric Wareheim.

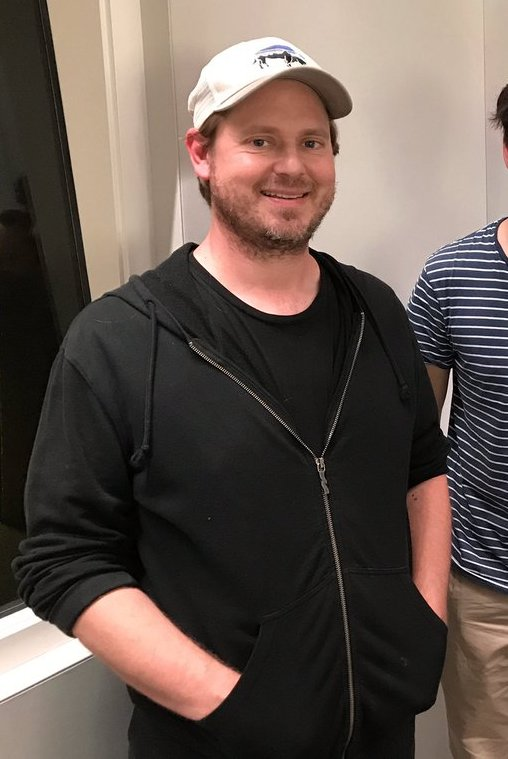
Tim Heidecker nel 2017
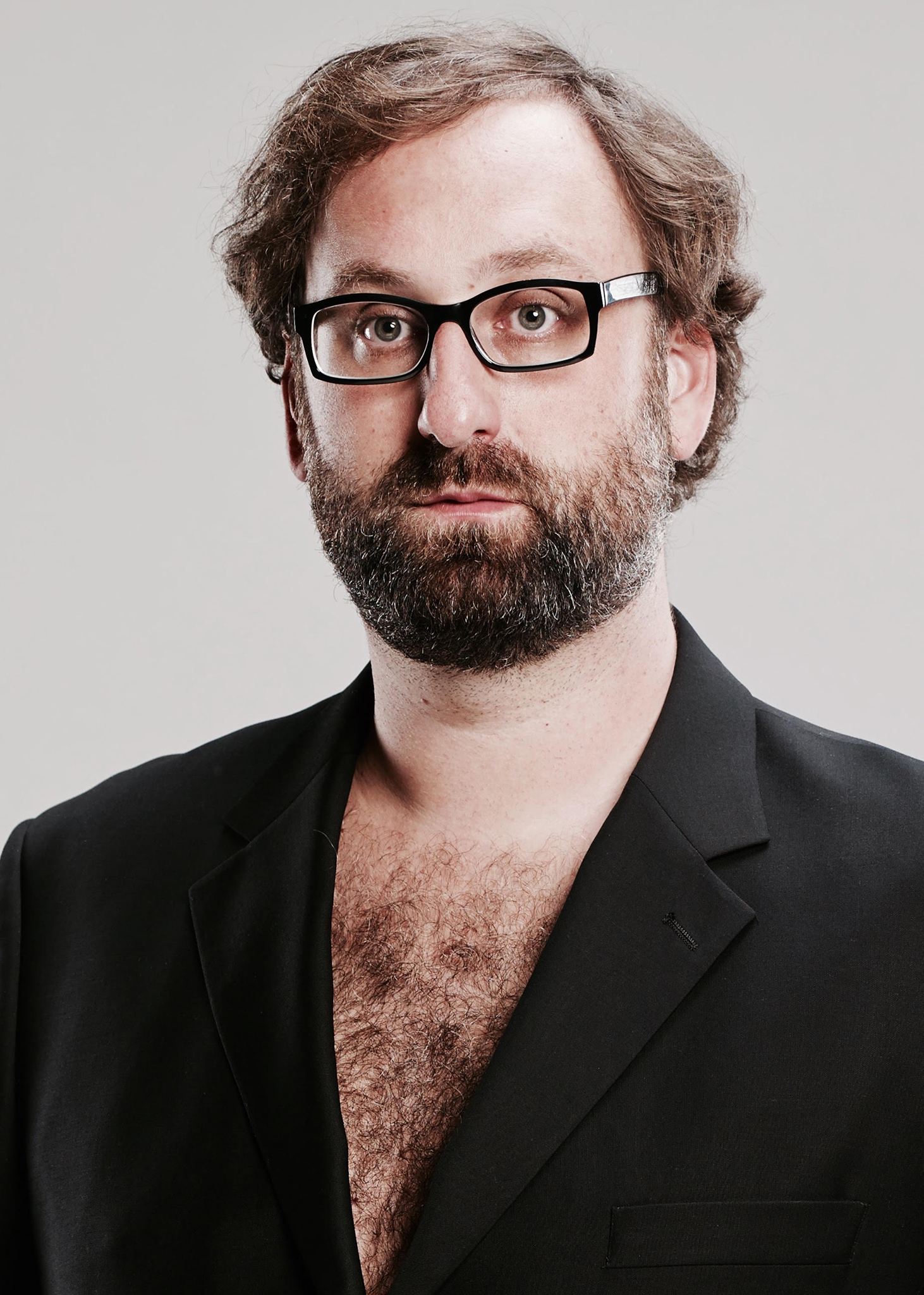
Eric Wareheim nel 2022
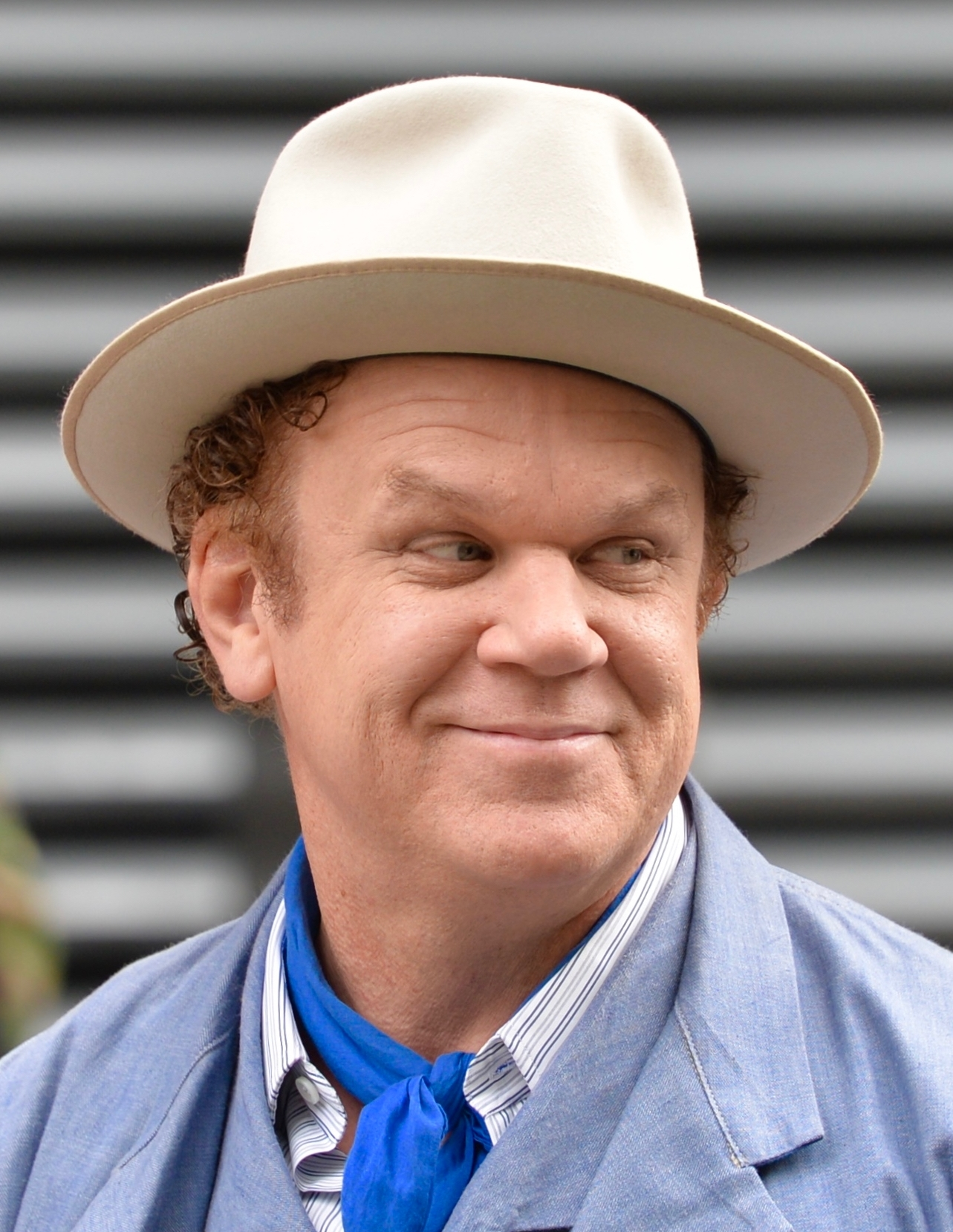
John C. Reilly nel 2018
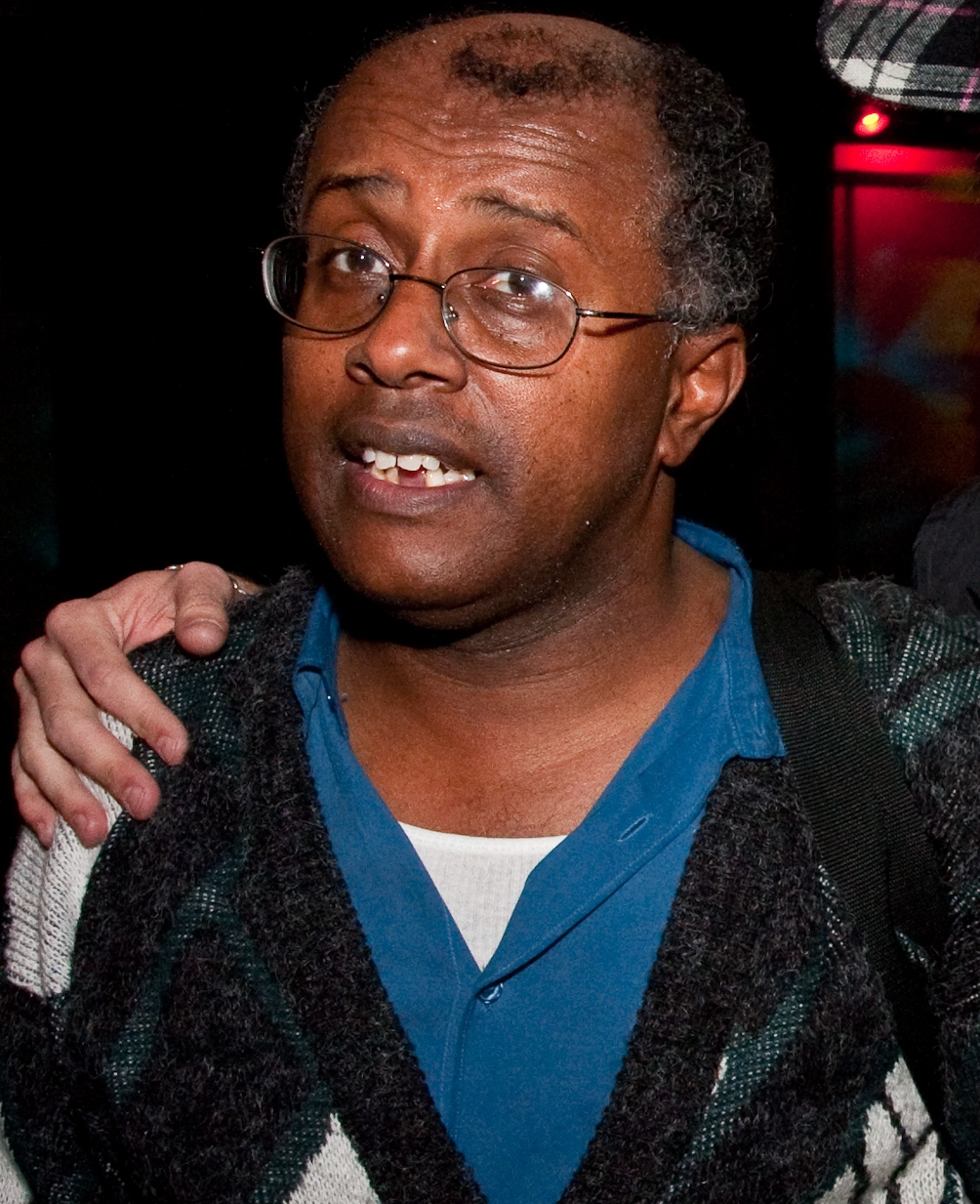
David Liebe Hart nel 2009
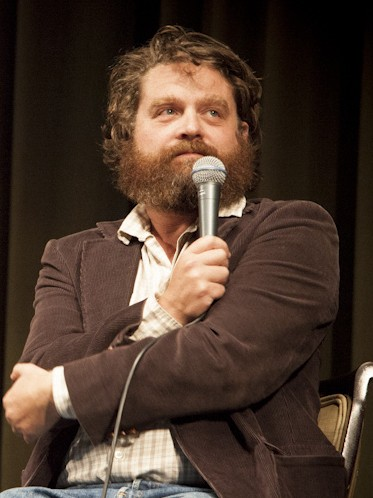
Zach Galifianakis nel 2012

### Personaggi secondari
- Palmer Scott, interpretato da Palmer Scott.
- Michael Q. Schmidt, interpretata da Michael Q. Schmidt.
- Ben Hur, interpretato da Ben Hur.
- Chippy.
- Glen Tennis, interpretato da A.D. Miles.
- Spagett, interpretato da Tim Heidecker.
- Beaver Boys, interpretati da Tim Heidecker e Eric Wareheim.
- Carol e Mr. Henderson, interpretati da Eric Wareheim e Tim Heidecker.
- Bob Druwing, interpretato da Bob Druwing.
- Ron Stark, interpretato da Ron Stark.
- Will Grello, interpretato da Will Forte.

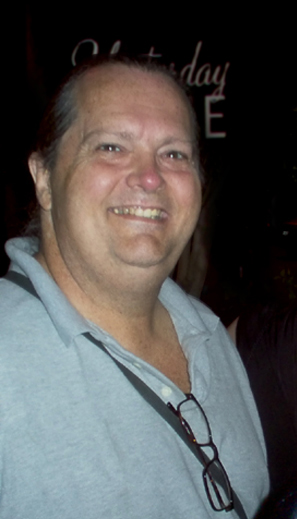
Michael Q. Schmidt nel 2007
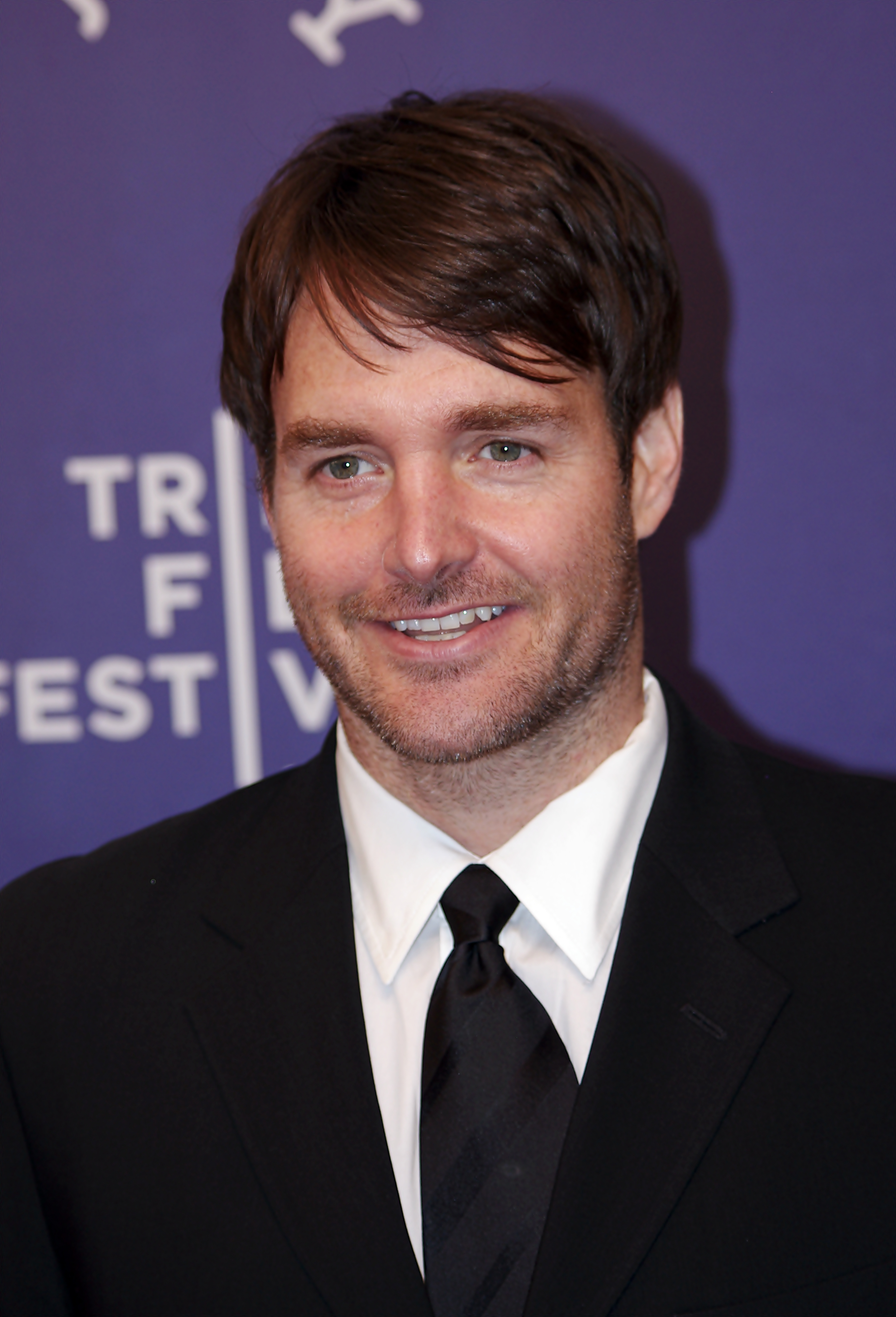
Will Forte al Tribeca Film Festival nel 2011

## Distribuzione

### Trasmissione internazionale
- 11 febbraio 2007 negli Stati Uniti d'America su Adult Swim;
- 2007 nel Regno Unito su Bravo;[4]
- 22 gennaio 2008 in Canada su CTV Comedy Channel;
- 26 gennaio 2011 in Australia su The Comedy Channel.

## Accoglienza
Tim and Eric Awesome Show, Great Job! ha ricevuto una vasta gamma di recensioni con molte opinioni diverse. L'editorialista Dave Itzkoff del New York Times ha affermato che "Awesome Show si diletta in un'estetica di imbarazzo", aggiungendo che "per popolare il loro universo contorto hanno spesso scelto attori (e non attori) dall'aspetto mediocre reclutati da siti web come Craigslist, che apportano un ulteriore livello di deliberato dilettantismo alle loro scenette". James Norton di Flak Magazine ha affermato che "se Adult Swim è il filo conduttore della commedia televisiva, Tim and Eric Awesome Show, Great Job! è il sanguinoso margine dell'avanguardia", dichiarando che il programma è stato "molto odiato dai fan di Adult Swim", rappresentando "anche un'incursione in uno dei regni più pericolosi ed eccitanti del mondo della commedia: la pura creatività individualista".